# Bernardo Pereira de Berredo e Castro
Bernardo Pereira de Berredo e Castro (Moura, ? —) foi um historiador e administrador colonial português.
Pertenceu ao Conselho de Sua Majestade. Foi governador do Estado do Maranhão, de 1718 a 1722, e da Praça-forte de Mazagão, no Marrocos, de 1734 a 1745.
No livro "Discórdias da Monarquia", Santos (2014) escreve, entre outras:
"Sobre o bispo D. José Delgarte, Mário Meireles afirma: "tendo vivido sempre em bom entendimento com os sucessivos governadores cujos mandatos coincidiram com o seu(...)", só teve um pequeno atrito com João da Maia da Gama (1722-1728), do qual queixou-se à coroa, devido à proibição do governador aos soldados de procurarem abrigo das suas punições sob o poder episcopal. O problema é que o bispo realmente protegia-os da disciplina militar, no que, curiosamente, a coroa lhe deu razão. Sob a jurisdição do bispo, notório pela sua benevolência, os soldados estavam a salvo do irritado governador. Já o governo-geral de BERNARDO PEREIRA DE BERREDO E CASTRO (1728-1722) - que coincidiu com a maior parte do governo de D. José Delgarte - teria correspondido a uma maior harmonia entre os poderes régio e eclesiástico. Novamente, vemos a monarquia apoiando as ações de um bispo. Um período harmônico ao menos entre os procedimentos dos bispos e os entendimentos e interesses da coroa, numa clara relação desigual. Do contrário, a extensão dos conflitos seria provavelmente mais ampla. Em que pese a paz de BERNARDO BERREDO com o bispo, ele achou a administração de São Luis conturbada pelo suposto mau comportamento do ouvidor-geral Vicente Leite Ripado e, na tentativa de corrigir seus excessos, teve a audácia de solicitar ao rei a mesma jurisdição do Desembargo do Paço, para poder corrigir os desvios do ouvidor, obtendo como resposta que se limitasse a cumprir o seu regimento, sem tocar na jurisdição alheia. O ouvidor, por seu turno, acusava-o de governar com "absoluto, vão e despótico procedimento", de "fazer o comércio, descaminhar índios da Real Fazenda e dá-los ao agente de seus negócios", atos iguais aos praticados por seu antecessor, Cristóvão da Costa (1707-1718).
BERREDO e Ripado eram inimigos declarados; mas o Conselho Ultramarino, em 1720 estranhou a prisão do ex-ouvidor do Pará, João Mendes de Aragão, ordenada por BERREDO sob a vaga acusação de orgulhoso e perturbador, e, valendo-se de uma representação da Câmara por ele mesmo inspirada, cheia de adulações à sua pessoa, mandou soltar o preso".
Mas se Ripado não foi castigado, tampouco o foi Berredo. O entendimento do Conselho Ultramarino sobre isso era de que tratavam-se mais de falsas acusações por conta de intrigas pessoais do que problemas reais. A despeito dos conflitos intraestatais, BERREDO realizou quatro entradas ao interior do Estado, fortalecendo a colonização do Icatu e das margens dos rios Itapecuru e Mearim. Ambas as iniciativas eram para castigar aos "tapuias bárbaros", habitantes destas áreas; a terceira entrada alcançou o território do Tocantins e a quarta foi contra os povos Juruá, no alto Solimões.
(pág.149) Enquanto as tropas militares avançavam ao sul e ao ocidente, no oriente BERNARDO PEREIRA DE BERREDO fundou a vila da Moucha durante seu governo, depois da expulsão dos aranhi da região, e fundou-se a capitania de São José do Piauí em 1718, cujo governo efetivo iniciou-se apenas em 1758.

## Obras
- Annaes históricos do estado do Maranhão: em que se dá noticia do seu descobrimento, e tudo o mais que nele tem sucedido desde o ano em que foi descoberto até o de 1718. Lisboa, 1749. (Internet Archive).